# José Perfecto de Salas
José Francisco Perfecto de Salas y de los Ríos (Buenos Aires, Virreinato del Río de la Plata, 1708-Buenos Aires, 1778) fue un abogado, funcionario del imperio español e historiador, que realizó su trabajo en Lima, España y principalmente en la Capitanía General de Chile. Difusor de la Ilustración en esta parte de América y asesor del Virrey Manuel de Amat.
Padre de los prócer Manuel de Salas y de Mercedes de Salas que contrajo matrimonio con José Antonio de Rojas quien sería líder de la Conspiración de los tres Antonios. Si bien nació y murió en Buenos Aires y gran parte de su vida la vivió en Lima, será en Chile donde funde su familia. 

## Biografía
José Francisco Perfecto de Salas nació en Buenos Aires en 1708, hijo de Francisco Antonio Martínez de Salas y Ana Rosa de los Ríos. 
Sus estudios los hizo en Chile en la Universidad Pontificia de San Miguel de la Compañía de Jesús, donde obtuvo los grados de licenciado en 1728, maestro (magíster) en 1731 y doctor en 1732.
En 1736 emigra a Lima donde ejerce como profesor en el Colegio Real de Santo Toribio en Lima, y estudia la Universidad Mayor de San Marcos, para recibirse como abogado. Luego podrá dictar una cátedra en la misma universidad.
En la virreinal Lima, José Perfecto de Salas comenzará su carrera administrativa. En 1738, fue nombrado defensor (curador como se decía en la época) de menores de Lima y el Callao,y luego en 1743 será abogado de los presos en cárceles de la Inquisición.
Tras viajar España, en 1746 obtiene el cargo de fiscal de la Real Audiencia de Santiago de Chile, algo así como el representante de la corona y asesor de los gobernadores Domingo Ortiz de Rozas y Manuel de Amat, además de ser el "protector de indios".
En 1748 realizará un peligroso viaje por el sur de Chile y la zona mapuche. Logrará hacerse una idea en primera fuente de la situación de abandono y corrupción en que vivían los españoles e indígenas. Todo lo plasmó en un documento dirigido al Rey en 1750. En este informe Salas recomienda la fundación de ciudades y poner fin a las abitrariedades que se cometen contra los indígenas además de señalar algo inédito: la inutilidad del ejército de la frontera, hasta ese momento todos los funcionarios exageraban la supuesta Guerra de Arauco para obtener ventajas económicas con el este ejército. 
En 1754 el gobernador le encargará redactar una Historia Geográfica e Hidrográfica del Reino de Chile, que si bien su manuscrito estuvo terminado en 1760, solo será impreso entre 1924 y 1928 (efectivamente, en el siglo XX)
En 1761 su amigo Manuel de Amat será nombrado Virrey en el Perú, y lo llevará como asesor debiendo enfrentar las críticas y salir en defensa de su amigo cuando este protagonizaba escándalos (como el de la Perricholi). Seriá destituido en 1776 debiendo enfrentar un juicio en España con acusaciones bastante graves por corrupción y contrabando, sus críticos denunciaron que se llevó una fortuna de 2 a 3 millones de pesos. Muere dos años después en Buenos Aires, en el Virreinato del Río de la Plata.

### Vida familiar
Sus dos hijos varones recibirán una esmerada educación. Importará de sus viajes libros de la Ilustración. Su hija Mercedes se casará con don José Antonio de Rojas quien líderará años después la Conspiración de los tres Antonios con otros dos intelectuales ilustrados. Las tertulias en la casa de los Salas fueron un detonante espiritual para la futura independencia.